# Janyiv
Janyiv (ukránul: Янів), oroszos változatban Janov (oroszul: Янов) falu volt Ukrajna Kijevi területén, Pripjaty és a Vörös-erdő közvetlen szomszédságában található, tőlük nyugati irányban. 1986-ban, a csernobili atomerőmű-baleset után pár száz lakóját 1986. április 27-én kitelepítették, azóta lakatlan. A falu házait a mentesítés során lerombolták és a törmeléket eltemették. A község önálló vasútállomással is rendelkezik, ami jelenleg használaton kívül van. A falut 2003-ban törölték Ukrajna településeinek listájából.

## Külső hivatkozások
- A janovi vasútállomás